# Günter Lüttge
Günter Lüttge (* 8. Juli 1938 in Hannover; † 7. September 2000 in Ihlow) war ein deutscher Lehrer, Politiker (SPD) und Bürgermeister der Gemeinde Ihlow. Er wohnte in Simonswolde. 

## Leben
Günter Lüttge besuchte die Volksschule in Bisperode und anschließend das Schiller-Gymnasium Hameln. Nach dem Abitur absolvierte er ein Lehrerstudium an der Universität Hannover. Ab 1962 arbeitete er an einer Schule in Simonswolde. Dort war er von 1966 bis zu seiner Wahl in den Landtag 1978 als Schulleiter und Rektor beschäftigt.
Mitglied der SPD war Lüttge bereits seit 1964, außerdem gehörte er dem SPD-Landesvorstand an. Er war seit 1964 Ratsherr der Gemeinde Simonswolde und ab 1972 Ratsherr und Bürgermeister der Gemeinde Ihlow. Außerdem war er stellvertretender Landrat des Landkreises Aurich. Lüttge war vom 21. Juni 1978 bis zum 6. September 1989 Mitglied des Niedersächsischen Landtags. Er war von 1989 bis zu seinem Tod für die SPD Mitglied im Europaparlament. Im Jahr 1991 wurde er Vorsitzender des Lenkungsausschusses der Gesamteuropäischen Verkehrskonferenzen.